# Sister Carol
Carol Theresa East, jamajška glasbenica in pevka, * 15. januar 1959, Kingston, Jamajka. 
Pri njenih štirinajstih se je njena družina preselila v Brooklyn v New Yorku. Kmalu se je začela ukvarjati z glasbo. Diplomirala je leta 1981 na Mestnem kolidžu New Yorka (City College of New York). Istega leta je rodila prvega otroka. V tem času je srečala Brigadierja Jerryja, jamajškega DJ-a, ki jo vzpodbujal naj namesto petja začne z ustvarjanjem v jamajškem dancehall slogu DJ chattinga.
Po uspehu v New Yorku in na Jamajki je nastopila na turneji s skupino The Meditations. Njen prvi album, Liberation for Africa, je izšel leta 1983 v omejeni nakladi pri jamajški založbi SG.  . Njen album Black Cinderella iz leta 1984 jo je proslavil. . Ustanovila je svojo glasbeno založbo z enakim imenom, Black Cinderella.
Nastopila je v filmih Jonathana Demmeja: Something Wild (1986), Married to the Mob (1988) in Rachel Getting Married (2008).